# Siebengründe
Die Siebengründe (tschechisch Sedmidolí) bezeichnen ein mythenreiches Gebiet, aus dem sich Quellbäche der Elbe speisen.
Der nebenstehende Ausschnitt der ältesten Karte des Riesengebirges von Simon Hüttel, die zwischen 1576 und 1585 entstand, zeigt elf Quellgebiete der Elbe. (Die Gesamtansicht der Karte kann hier betrachtet werden.)

## Hintergründe
Es ist nicht ganz widerspruchsfrei zu klären, welcher Ort genau durch den Namen bezeichnet wird. Es gibt Textstellen, die das Gebiet zwischen der Elbwiese und dem Koppenplan (Równia pod Śnieżką) am Südhang des Schlesischen Kamms verorten. Dort scheint jedoch die Bezeichnung eher im übertragenen Sinn verwendet zu werden. Eine plausiblere Erklärung liefern meist ältere Schriften, welche nur die südlichen Quertäler des östlichen Hauptkamms unter diesem Begriff zusammenfassen.
In diesem Zusammenhang sind natürlich auch weitere Quellgebiete der Elbe von Bedeutung. Manche Texte berichten von elf Quellen, die an der Elbwiese zusammenlaufen. „Sie kommet aber her aus elf Brunnen, deren die vornehmsten der Elb-Brunn, Weißbrunn und Mehdelgrund“, behauptet dagegen die „Historische und Geographische Beschreibung des Königreiches Böheim“ von 1746. Noch genauer scheint die bereits genannte Hüttel-Karte, doch heißt es auch „elf Elbquellen habe der Teufel persönlich gebohrt“.
Ende des 17. Jahrhunderts beschloss man die „Verlegung“ der Elbquelle von der Weißen Wiese (Bílá louka) auf die Elbwiese (Labská louka). Dies geschah in der Absicht, jahrhundertealte Grenzstreitigkeiten zwischen den Grafen Harrach, Morzin und Schaffgotsch beizulegen. Zur Vereinfachung der Frage, wo die sieben Gründe zu finden sind, hat das nicht beigetragen und oft kann man nicht genau wissen, wovon die Rede ist. Die nebenstehende Abbildung eines Reiseführers aus dem Jahr 1837 wenigstens zeigt zweifelsfrei, dass das Weißwasser (Bílé Labe) als eigentlicher Quellfluss genannt und mit der „Elbe“ gleichgesetzt wird.
Nach hydrologischen Gesichtspunkten ist das unstrittig, denn das Quellgebiet der Weißen Elbe, so die wörtliche Übersetzung des tschechischen Namens, liegt nicht nur höher, sondern ist auch länger. Darüber hinaus führt sie an der Mündung mehr Wasser als der Elbseifen oder Elbbach, der zwar schon früh auf Böhmisch Labe, also Elbe, genannt wurde. Nach den genannten Maßstäben trägt er den Namen des Hauptflusses aber eigentlich zu Unrecht.

## Sieben Gründe
- Im „Weißwassergrund“ (Důl Bílého Labe), rauscht der wohl wildeste Zufluss der Elbe. Das Weißwasser, der größte Quellbach, entspringt 1400 Meter hoch am Südrand der sumpfigen Weißen Wiese, in Nähe der Wiesenbaude (Luční bouda). Nachdem der Wildbach mit starkem Gefälle den Weg ins Tal genommen hat, verstärken ihn eine Menge kleinerer Bäche. Die wichtigsten dieser sogenannten Flosse und Seifen bzw. deren Täler sind, sortiert nach Einmündung in das Weißwasser, die Folgenden:

- Der „Silbergrund“ wird vom Silberwasser (Stříbrná bystřina) durchflossen. Der erste rechtsseitige Weißwasserzufluss entspringt auf dem Gebiet der Teufelswiese (Čertovy Louky) zwischen Mittagsberg (polnisch Smogornia, tschechisch Stříbrný hřbet) und dem westlichen Abhang der Weißen Wiese.

- Der „Teufelsgrund“ (Čertův důl) wurde vom Teufelsbach (Čertova struha)[5] tief in den Südhang der Kleinen Sturmhaube eingeschnitten. Der Krummseifen, wie ein anderer Namen des Bachs lautet, wird aus mehreren Quellen an der Teufelswiese gespeist.

- Der „Sturmgraben“ (auch Sturmhaubengrund) wird vom Sturmhaubenwasser (Hřímavá bystřina) entwässert, das auf einer Höhe von 1185 Metern unter der Westseite der Großen Sturmhaube entspringt, etwa 250 Meter vom Spindlerpass entfernt.

- Der „Schwarze Grund“, den das Schwarzwasser (Černý potok) durchfließt, liegt ebenfalls an der Westseite der Großen Sturmhaube. Hier findet sich auf einer Höhe von 1040 Metern die Quelle des Baches, der auch den Namen Schwarzfloss oder Schwarzbach trägt.

- Der „Löchelgraben“ beherbergt das wasserreiche Löchelfloss (Dírečka). Dieser Bach entspringt beim Löchel, der mit 1178 Metern tiefsten Stelle des Hauptkamms und mündet bei den Leierbauden (Jeleni boudy) in das Rotfloss.

- Der „Mädelgrund“ (Dívčí stráň) ist das tief eingeschnittene Tal des Rotbachs (auch Rotfloss oder Rothwasser, tschechisch Červený potok). Der Gebirgsbach wird von den Quellen um den Vogelstein (Ptačí kámen) verstärkt und entspringt auf einer Höhe von etwa 1260 Metern an der Ostseite der Mädelwiese, in Nähe der ehemaligen Peterbaude unterhalb der Mädelsteine (polnisch Śląskie Kamienie, tschechisch Dívčí kameny). Ab der Mündung in das Weißwasser trägt dessen Tal nicht mehr den gewohnten Namen, sondern wird bis zum Zusammenfluss mit dem Elbseifen beim Mädelsteg ebenfalls als Mädelgrund bezeichnet.[6]

## Vier weitere Gründe
- Im „Elbgrund“ (Labský důl) fließt der Elbseifen oder Elbbach, dessen Quellen auf der Elbwiese liegen, wo auf einer Höhe von 1386 Metern viele kleine Wasseradern im sogenannten Elbbrunnen gefasst sind. Dieser Ursprung des kleineren Elbquellbachs wird seit der feierlichen Einweihung durch den Bischof von Königgrätz, Johann Franz Christoph von Talmberg, am 19. September 1684 als Elbquelle angesehen. Knapp ein Kilometer nach der Quelle stürzt sich das Wasser als Elbfall 40 Meter tief in den felsigen Talschluss des Elbkessels (Labská jáma) und fließt weiter in südöstliche Richtung. Auf diesem Weg nimmt die junge Elbe das Wasser aus den folgenden Tälern, sprich Gründen oder Gräben auf:

- Der „Pudelgraben“ wird vom Pudelgrundbach (Pudlava) geformt, der bei der Pudelbaude unterhalb des Hohen Rades (polnisch Wielki Szyszak, tschechisch Vysoké Kolo) entspringt. Sein Wasser fällt über den 38 Meter hohen Pudelfall (Pudlavský vodopád) bevor es mit dem Elbseifen zusammenfließt.

- Der „Hofgraben“ (auch Martinsgrund) ist der Talgrund des Hofbachs (oder Martinswasser, tschechisch Dvorský potok), dessen Quellgebiet unterhalb des Südhangs des Hohen Rades in Nähe der Martinsbaude (Martinova bouda) zu finden ist. Auch hier gibt es einen Wasserfall zu bewundern: Der Bach stürzt im Hofgrabenfall (Dvorský vodopád) 68 Meter in die Tiefe um wenig später ebenfalls in den Elbseifen zu münden.

- Der „Bärengrund“ ist das Bett des Bärenbachs (auch Bärenwasser und früher Bärenbad, tschechisch Medvědí potok), dessen Wasser aus dem sumpfigen Boden der Mädelwiese kommt. Die Feuchtwiese, die auch Bärenbrunn genannt wird, liegt zwischen dem Hohen Rad und der Kleinen Sturmhaube (Maly Sisak). Ab hier fällt der Bach mehr als er fließt über mehrere Steinkaskaden, bevor auch sein Wasser vom Elbseifen aufgenommen wird.[6]

## Ein zwölfter Grund?
Unabhängig davon, wo die Siebengründe zu finden sind, blieb das Bächlein Pantsche (Pančava) in allen Beschreibungen der Sedmidolí unberücksichtigt, vermutlich wegen der vergleichsweise geringen Wassermenge. Es entspringt auf der Pantschewiese (Pančavská louka) südlich der Elbwiese und ist der einzige Zufluss zum Elbseifen von rechts. Berühmt ist es für den 148 Meter hohen Pantschefall.

## Galerie

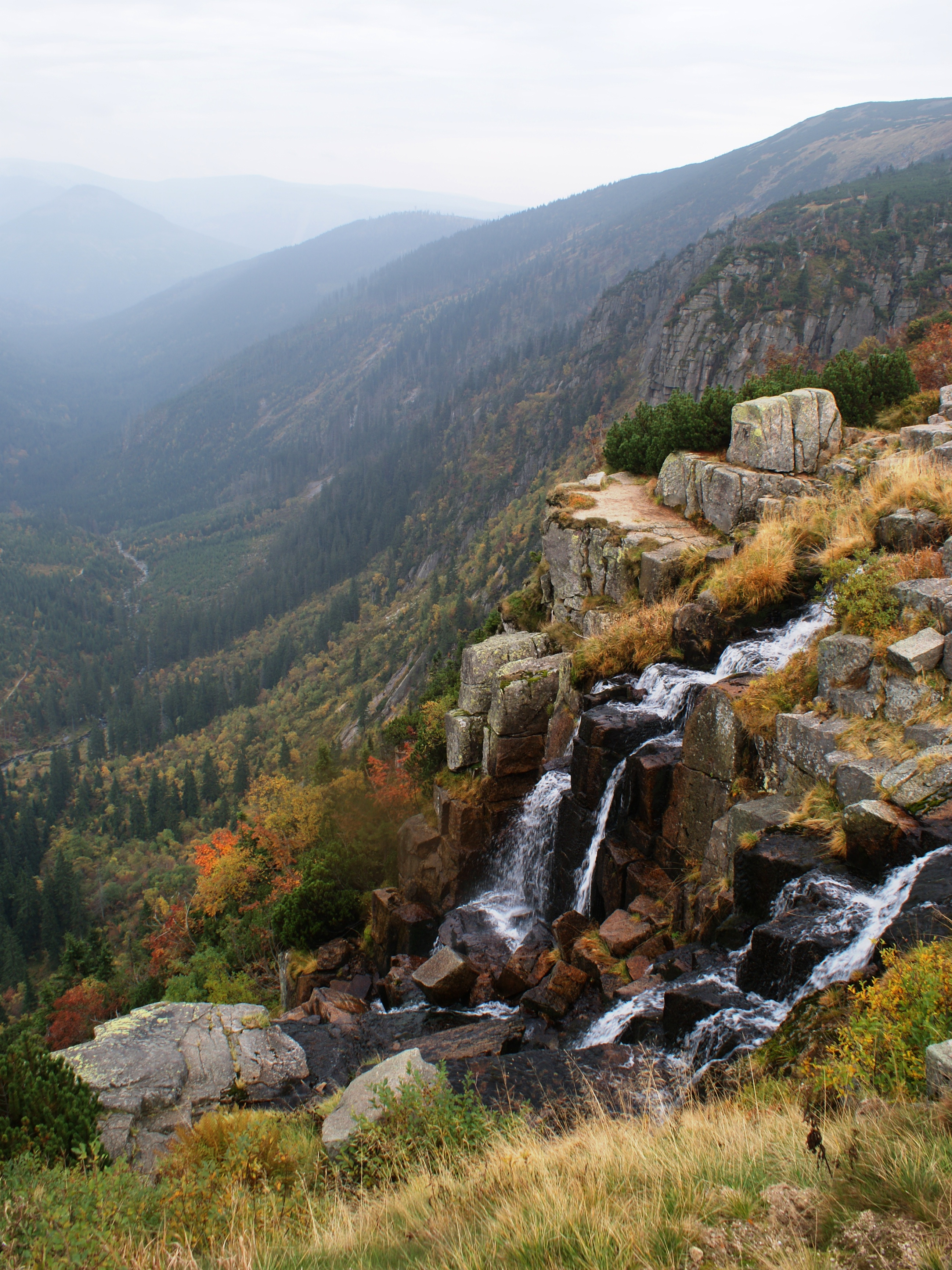
Der Pantschefall mit Blick ins Elbtal
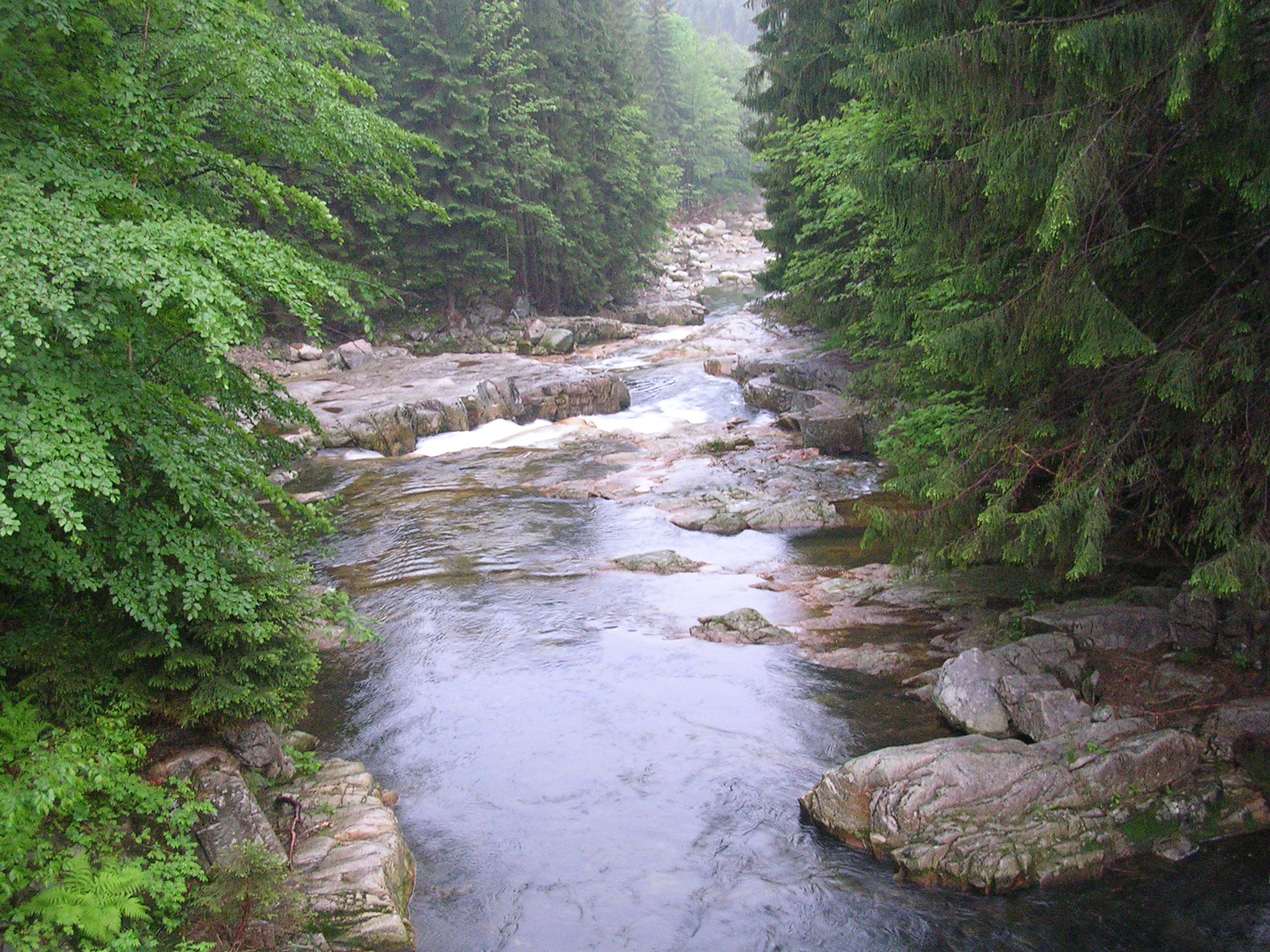
Das Weißwasser beim Mädelsteg
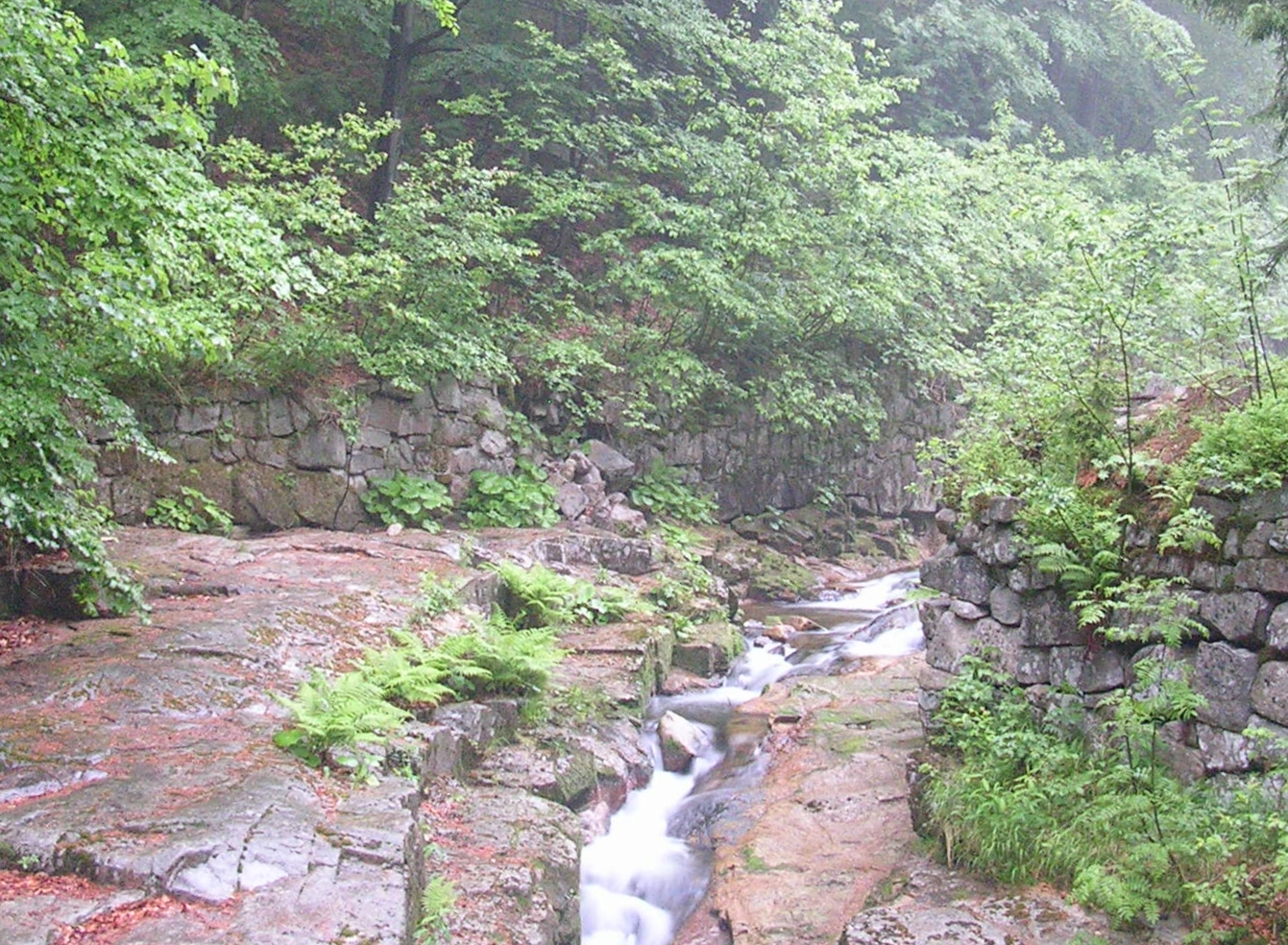
Das Löchelfloss im Löchelgraben
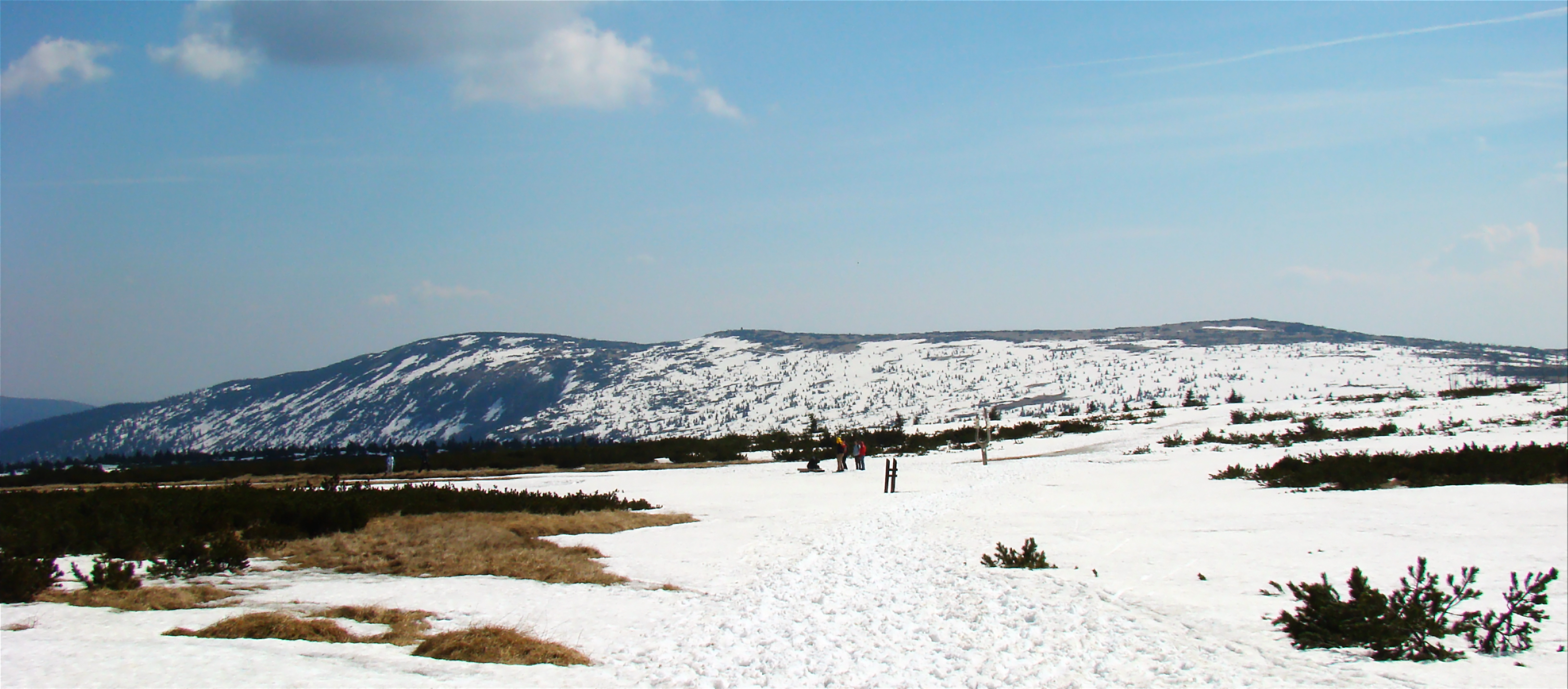
Die Elbwiese in Nähe der Elbquelle
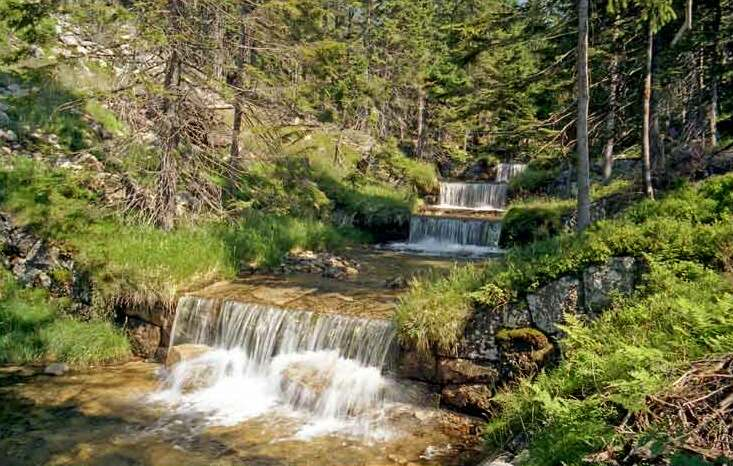
Der Teufelsbach